# 10587 Strindberg
För andra betydelser, se Strindberg (olika betydelser).
10587 Strindberg eller 1996 NF3 är en asteroid i huvudbältet som upptäcktes den 14 juli 1996 av den belgiske astronomen Eric W. Elst vid La Silla-observatoriet. Den är uppkallad efter den svenske författaren August Strindberg.
Asteroiden har en diameter på ungefär 5 kilometer.